# Now (Турция)
Now — турецкий телеканал, основанный 24 февраля 2007 года после того, как News Corporation приобрела TGRT у компании İhlas Holding, которая начала вещание 22 апреля 1993 года. До 12 февраля  2024 канал назывался FOX.
С июля 2012 года Now ведет вещание в формате 16:9.

## История
До появления турецкой версии Fox с 22 апреля 1993 года вещал телеканал TGRT (аббревиатура на турецком языке: «Türkiye Gazetesi Radyo Televizyonu»; газета «Радио и телевидение Турции») под управлением İhlas Holding. В период с 2001 по 2004 год TGRT принадлежала Tasarruf Mevduatı Sigorta Fonu, а затем снова была продана компании İhlas Holding.
23 июля 2006 года News Corporation приобрела TGRT у İhlas Holding и была образована Ахметом Эртегюном. Позже канал был заменён на Fox 24 февраля 2007 года. При этом права на бренд TGRT остались у İhlas Holding. Дэвид Паркер Рид был генеральным менеджером Fox Türkiye в период с 2006 по 2009 год. Дэвид Паркер Рид, Хакан Этус, Корай Алтинсой, Доган Шентюрк сыграли решающую роль в качестве наиболее высокопоставленных руководителей компании. открытие телеканала Fox в Турции. После ухода Дэвида Паркера Рида Пьетро Викари занимал пост генерального директора с 2009 по 2014 год. 26 ноября 2014 года Адам Тайлер был назначен генеральным директором Fox TV.
12 февраля 2024 года канал был переименован в Now.

## Программирование
В отличие от других международных каналов Fox (ныне Now, FX и Star TV), которые обычно фокусируются на синдицированных программах, в основном из США, Now Türkiye фокусируется на оригинальных программах.